# 나를 보라 아메리카
"나를 보라 아메리카"(Look At Me, America)는 한국에서 제작된 박우상 감독의 1991년 영화이다. 박준범 등이 주연으로 출연하였고 모쉬 비비얀 등이 제작에 참여하였다.

## 출연

### 주연
- 박준범
- 에릭 에스트라다

### 조연
- 엔젤 대쉐
- 조나단 고먼
- 니콜 리오